# ناحية الخير
ناحية الخير هي إحدى النواحي التابعة لقضاء المجر الكبير في مُحافظة ميسان و  تبعد عن العمارة مركز مُحافظة ميسان حوالي 55 كم و تبعد عن قضاء المجر الكير حوالي 18 كم و عن ناحية العدل 7 كم ، على مُحاذاة نهر الجهاد (العز) سابقاً تم استحداث الناحية في سنة 2001 م بعد تجفيف الاهوار التي كانت تغمر المنطقة و سميت بهذا الاسم تيمناً بالخير الذي تزخر به طبيعة الناحية وتبلغ مساحة هذه الناحية حوالي 135 ألف دونم يسكنها 31 الف نسمة

## قرى الناحية
تتبع لناحية الخير الكثير من القرى التي يبلغ تعدادها الكلي 12 قرية وهذه القرى موزعة على (12) مقاطعة زراعية تسكنها العشائر ومن العشائر التي سكنت الناحية ولازالت عشيرة الفرطوس الشغانبة العمشان ال فتلة بيت نصر الله الفريجات التميم الشدة